# Suwarrow
Suwarrow est un atoll des îles Cook situé à 950 kilomètres au nord de Rarotonga et 385 kilomètres au sud de Manihiki. Sa superficie est de 0,4 km2, son lagon ayant un diamètre total de 15,3 kilomètres d'est en ouest, pour 12,8 kilomètres du nord au sud. Il est inhabité.

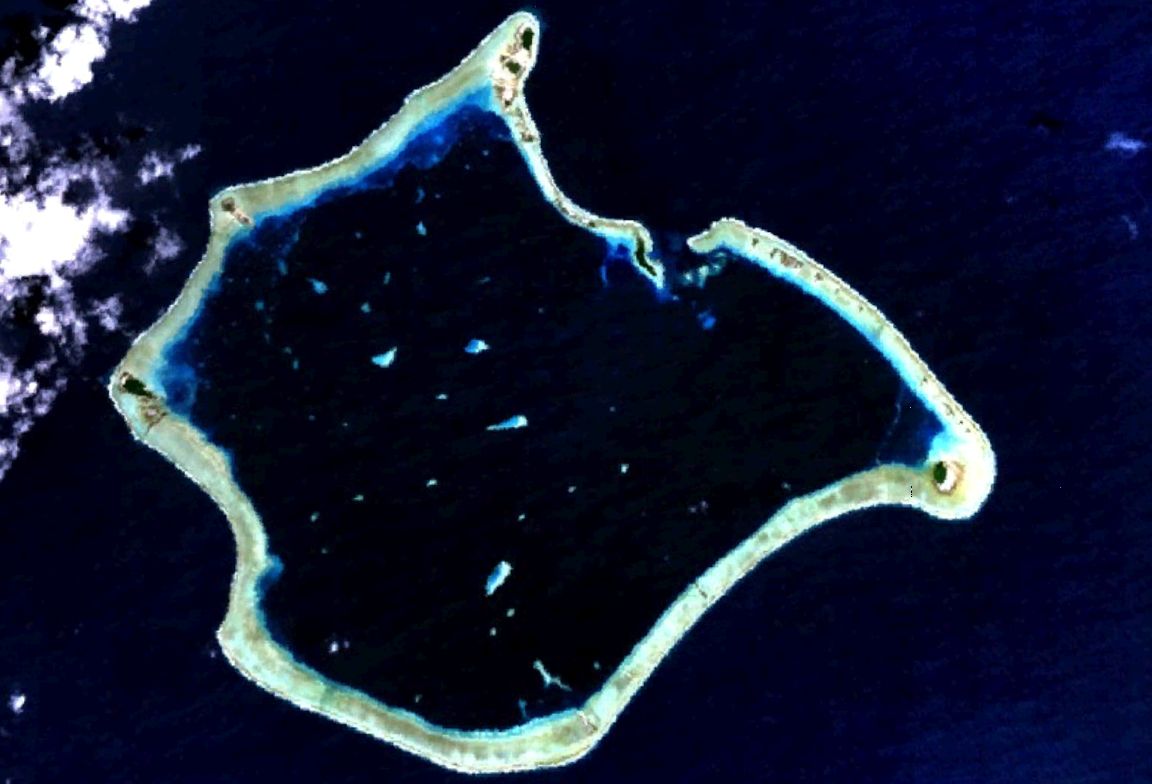
Image satellite de l'atoll

Il n'existe pas pour Suwarrow de tradition polynésienne. L'île fut officiellement découverte en octobre 1813 par le capitaine Mikhail Lazarev, commandant du navire russe le Souvorov qui naviguait de Kronstadt en direction de l'Alaska, alors territoire russe. Il baptisa l'atoll du nom de son navire, nom que reprirent plus tard les autorités néo-zélandaises sous l'orthographe, Suwarrow.
En 1848, un baleinier américain le Gem s'échoua sur les récifs de l'île. Le capitaine et son équipage durent abandonner le navire et rejoindre en chaloupe les Samoa avant de rentrer à Tahiti. C'est de Tahiti que le Caroline Hort appartenant à la compagnie baleinière des frères Hort partit pour Suwarrow afin de récupérer l'huile restée dans les cales du navire échoué. Lors de ce passage, le subrécargue de l'expédition, un certain Lavington Evans déterra un coffre contenant 15 000 dollars en pièces d'or. Quelques années plus tard en 1876, un Néo-Zélandais du nom de Henry Mair déclara à son tour y avoir découvert dans un nid de tortue, des pièces d'argent si bien que l'atoll acquit bientôt la réputation d'être une « île au trésor ». La légende veut du reste que Robert Louis Stevenson se soit inspiré de l'anecdote pour écrire son célèbre roman publié l'année suivante[réf. nécessaire].
En 1860, un Anglais du nom de Tom Charlton et six insulaires de Rakahanga ainsi que des femmes des Tuamotu s'installèrent sur l'île. Durant leur séjour, le navire le Dart y fit également escale. Son capitaine Samuel S. Sustenance, y débarqua une trentaine de Penrhyn et un Européen, Joseph Bird, afin d'y récolter des perles de nacre. Quelques semaines plus tard le Tickler du capitaine Thomas F. Martin passa à son tour à Suwarrow y laissant un certain Jules Tirel. Très vite des troubles éclatèrent avec les Penrhyn qui tuèrent les trois Européens à savoir, Charlton, Bird et Tirel.
Le navire suivant à visiter l'atoll fut celui du capitaine H. B. Sterndale en 1867 au nom de la Pacific Trading Co, afin là encore d'y récolter des perles de nacre. Il y retourna en 1874 cette fois-ci pour la firme néo-zélandaise Henderson et MacFarlane. Lors de ce second séjour, il découvrit sur l'un des motu des murets de corail, des squelettes, un mousquet espagnol, ce qui laisse supposer que Suwarrow fut visité par des galions espagnols sans doute dès le XVIe siècle.
En mai 1890, Robert Louis Stevenson, sa femme Fanny et son fils Lloyd Osbourne, passagers du vapeur marchand Janet Nicoll, font escale à Suwarrow lors d'une croisière commerciale autour du Pacifique central. L'ile ne comporte plus que six habitants.  Fanny la décrit comme "le bastion déserté d'un pirate", et "l'ile la plus romantique du monde"

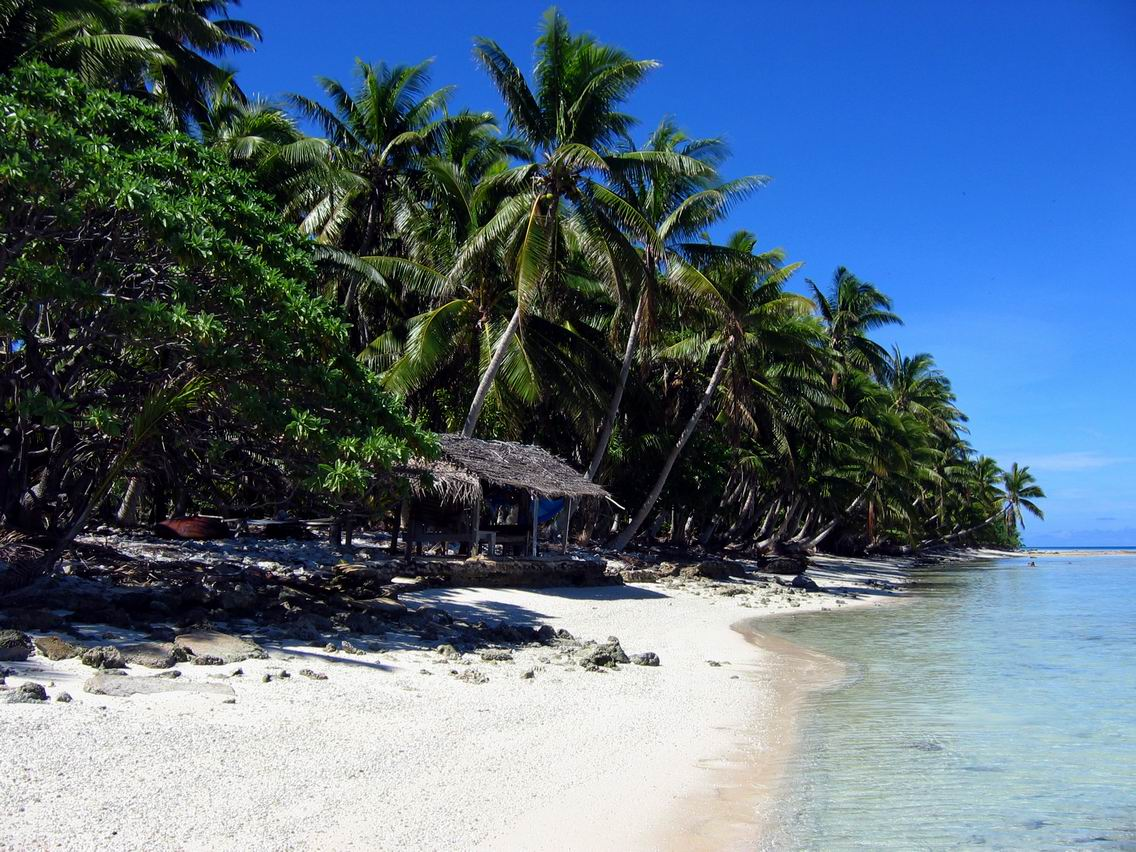
Îlot Anchorage, atoll de Suwarrow

L'île fut annexée au nom de l'amirauté britannique le 22 avril 1889, lors du passage du HMS Rapid du capitaine W. McF. Castle. Néanmoins en octobre 1900, Suwarrow fut inclus au reste du protectorat des îles Cook, puis annexé l'année suivante à la Nouvelle-Zélande. La population s'élevait à l'époque à 30 personnes. Les autorités coloniales louèrent l'atoll à diverses compagnies, celle des frères Lever en 1903 puis l'A.B. Donald Ltd en 1923, avant qu'il soit peu à peu déserté de ses habitants et abandonné à lui-même. En  octobre 1952, un Néo-Zélandais du nom de Tom Neale, sorte de Robinson Crusoé volontaire, décida d'y vivre en ermite. Il y fit en tout trois séjours, d'octobre 1952 à juin 1954, puis d'avril 1960 à décembre 1963, avant d'y retourner de 1969 jusqu'à peu avant son décès survenu le 27 novembre 1977 à Rarotonga. De ses deux premiers séjours, il publia un récit autobiographique paru en 1966 et intitulé An Island to Oneself (traduit en français sous le titre Robinson des mers du Sud  (ISBN 978-2-7103-3132-2)). 
Ron et Anne Falconer avec leurs deux enfants ont vécu sept mois à Suvarov après la mort de Tom Neale. Ils occupaient son ancien faré.  Le gouvernement de Cook les ont expulsés, ils sont alors partis sur l'île Caroline de 1982 à 1991 avant d'être expulsé à nouveau par le  gouvernement Kiribati.
Le navigateur Bernard Moitessier, qui l'y avait rencontré, s'est inspiré de son exemple pour son établissement sur l'atoll d'Ahe. De nos jours, Suwarrow est inhabité.